# Paracataclysta fuscalis
Paracataclysta fuscalis is een vlinder uit de familie van de grasmotten (Crambidae). De wetenschappelijke naam van deze soort is voor het eerst gepubliceerd in 1893 door George Francis Hampson.
De soort komt voor in Senegal, Sierra Leone, Nigeria, Soedan, Congo-Kinshasa, Oeganda, Zambia, Mozambique, Namibië, Zuid-Afrika, Sri Lanka en Indonesië (Zuidoost-Borneo).